# Stary Cmentarz w Koszalinie
Stary Cmentarz – nieistniejąca nekropolia w Koszalinie, zajmowała powierzchnię 7,51 ha na obszarze pomiędzy dzisiejszymi ulicami Tadeusza Kościuszki, Młyńską i Al. Monte Cassino.
Historia nekropolii sięga początku XIX w., kiedy to w Koszalinie obowiązywał zakaz dokonywania pochówków w granicach miasta. Wtedy to władze miasta zakupiły od mieszkańca o nazwisku Westphal grunt i postanowiły przeznaczyć go na cmentarz grzebalny. W późniejszych latach teren cmentarza został powiększony, a w 1819 został poświęcony i od tego momentu rozpoczęto jego użytkowanie. Wiele grobów zwieńczały bogate grobowce i kaplice, należące do zamożnych koszalińskich rodów. W 1856 wybudowano dom dozorcy cmentarza, a w 1886 jedna z większych kaplic została przebudowana na dom pogrzebowy. Główne wejście znajdowało się od obecnej ulicy Młyńskiej i było ozdobione potężną bramą.
Cmentarz został zamknięty dla nowych pochówków w 1926, możliwe było jedynie grzebanie zmarłych w starszych grobach rodzinnych. Po 1939 pogrzebano tam ciała więźniów niemieckich. W związku ze zmianami po przejęciu Koszalina przez władze polskie cmentarz został opuszczony i ulegał stopniowej dewastacji. Pochówki nowych mieszkańców były dokonywany wyłącznie na tzw. Nowym Cmentarzu. Stary Cmentarz spotkał los podobny do innych poniemieckich nekropolii – w latach 60. XX wieku pozostałe nagrobki rozebrano, mogiły splantowano, a zieleń przekomponowano tworząc z terenu cmentarza Park im. Tadeusza Kościuszki.
Wśród koszalinian pochowanych na dawnym cmentarzu  znajdowały się groby ludzi zasłużonych dla Koszalina, byli to m.in.:
- Ernst August Braun – burmistrz Koszalina (1816–1859), deputowany do Zgromadzenia Narodowego, tajny Radca Rządowy. Był najdłużej urzędującym burmistrzem w historii miasta
- Dr. Hannecke – profesor historii, dyrektor gimnazjum Rodera
- Johann Vogel – fabrykant, właściciel fabryki mydła, najdłużej działającej fabryki w Koszalinie
- Henriette Hendel-Schütz – aktorka
- Heinrich Ludwig Beitzke – geograf i historyk.
- Johann Ernst Benno – niemiecki pisarz.
- Bertha von Massow – przełożona zakonu Salem, współinicjatorka budowy szpitala.